# Chien à loutre
Le chien à loutre ou otterhound est une race de chiens originaire du Royaume-Uni. Ce chien courant de grande taille est doté d'une robe à poil dur, long et imperméable, de pieds palmés, et d'oreilles dont le bord antérieur se replie vers l’intérieur, donnant un effet de drapé.
Le chien à loutre était utilisé pour la chasse de la loutre par le roi Édouard III d'Angleterre. La race est sur la liste des races britanniques vulnérables (Vulnerable Native Breeds) du Kennel Club et d'importants efforts sont réalisés afin de la préserver. La Fédération cynologique internationale l'a répertorié dans le groupe 6, section 1, standard no 294.

## Histoire

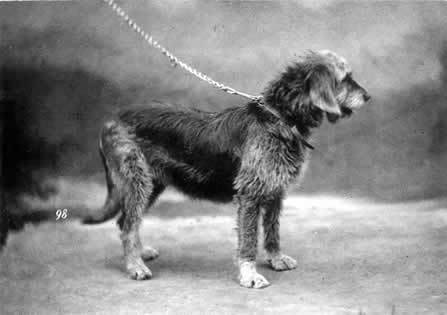
Chien à loutre photographié en 1879.

L'origine du chien à loutre est attribuée à des croisements entre des chiens français et des souches de chien courant anglais. Le chien à loutre est une race sélectionnée à l'origine pour chasser la loutre. La chasse à la loutre a été interdite en Angleterre, et la race a été redirigée vers d'autres gibiers.
Cette race est cependant en voie d'extinction. Les populations n'ont jamais été nombreuses, même à l'apogée de la chasse à loutre au début du XXe siècle. La population mondiale est estimée à seulement 600 chiens à loutre dans le monde. Seules 38 nouvelles inscriptions ont été réalisées en 2011 et la race est la plus menacée de toutes les races originaires du Royaume-Uni. La race est sur la liste des races britanniques vulnérables (Vulnerable Native Breeds) du Kennel Club et d'importants efforts sont réalisés afin de préserver la race.

## Standard

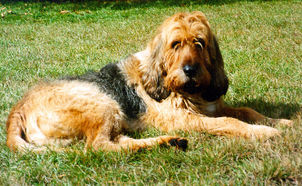
Un chien à loutre.

Le chien a loutre est un chien courant de grande taille, aux membres droits, au corps solide. Les allures sont souples avec de longues enjambées. Les pieds sont grands, ronds et surtout palmés. Attachée haut, la queue est portée haut en action, jamais enroulée sur le dos, mais peut être tombante au repos. La partie inférieure de la queue porte un poil plus long et plus abondant que la partie supérieure. Le poil sur la partie inférieure de la queue est plutôt plus long et plus abondant que sur la partie supérieure. La tête est plutôt haute que large ; elle est bien couverte de poil rude avec des moustaches et une barbe légère. La couleur de l’œil et la pigmentation du pourtour de l’œil varient selon la couleur de la robe, mais n'est jamais jaune. L’oreille est longue, pendante, attachée au niveau de la commissure de l’œil. Le chien à loutre possède une caractéristique unique reposant sur ses oreilles : le bord antérieur se replie ou s’enroule vers l’intérieur, donnant un effet de drapé.
Le poil mesure de 4 à 8 cm, avec du sous-poil. Le poil est dense, bourru, dur et imperméable. La texture du poil de couverture et du sous-poil peut être légèrement huileuse. Le toilettage est interdit en exposition canine. La robe peut être de toutes les couleurs reconnues chez les chiens courants : unicolore, grisonnée, sable, rouge, froment, bleu, noir et feu, bleu et feu, noir et crème, foie, fauve et marron, fauve et blanc. Ces robes peuvent avoir de légères marques blanches sur la tête, le poitrail, les pieds et l’extrémité de la queue.

## Caractère
Le chien à loutre est décrit dans le standard FCI comme gentil, d'humeur égale, sans trace d'agressivité et de nervosité. Il a la réputation d'être déterminé.

## Utilité

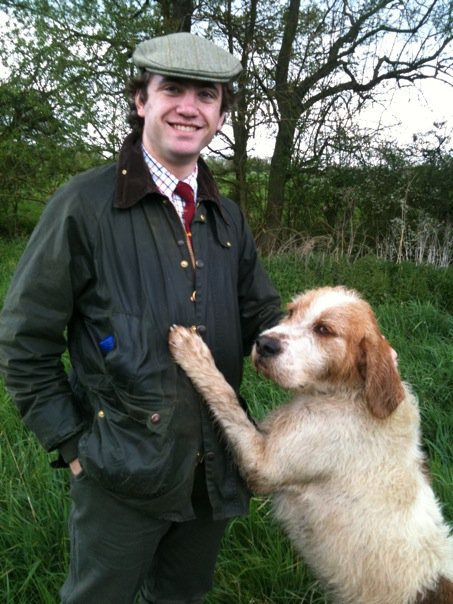
Un chien à loutre auprès de son maître chasseur.

Le chien à loutre est un chien courant, utilisé pour la chasse au gros gibier, en groupe ou en solitaire. C'est également un bon chien de compagnie, mais il est nécessaire de lui fournir de longues balades quotidiennes et un accès à l'eau.